# Charles Allen Culberson

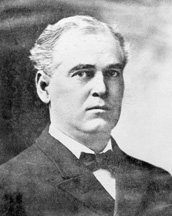

Charles Allen Culberson (ur. 10 czerwca 1855 w Dadeville w stanie Alabama, zm. 19 marca 1925 w Waszyngtonie) – amerykański polityk, działacz Partii Demokratycznej, prawnik.
Od 1891 do 1895 sprawował urząd prokuratora generalnego Teksasu. W latach 1895–1899 pełnił funkcję gubernatora tego stanu.
Od 1899 do 1923 był senatorem 1. klasy z Teksasu. W latach 1913–1919 zajmował stanowisko przewodniczącego Komisji Sprawiedliwości Senatu Stanów Zjednoczonych.